# Martinella
Martinella là một chi bọ cánh cứng trong họ Chrysomelidae.
Chi này được miêu tả khoa học năm 2000 bởi Medvedev.

## Các loài
Các loài trong chi này gồm:
- Martinella merkli Medvedev, 2000
- Martinella vietnamica Medvedev, 2000